# Paul Meeus
Paul Meeus (Sint-Niklaas, 2 januari 1957) is een voormalig politicus voor het Vlaams Belang.

## Levensloop
Meeus was van 1979 tot 1995 leraar aan het Sint-Jozefcollege in Turnhout. Nadien was hij van 1995 tot 2017 secretaris van de fractievoorzitter' en parlementair medewerker in de Kamer van volksvertegenwoordigers. Hij specialiseerde er zich in taalwetgeving, staatshervorming, ethische en sociale dossiers. Van 2015 tot 2018 was hij tevens redacteur van het Vlaams Belang Magazine.
Van maart tot juni 2007 was Meeus zelf lid van de Kamer van volksvertegenwoordigers voor het Vlaams Belang als opvolger van de overleden Guido Tastenhoye. Hij vertegenwoordigde de kieskring Antwerpen.
In de lokale politiek was hij actief als gemeenteraadslid van Turnhout, een functie die hij uitoefende van 2001 tot 2018. Ook was hij OCMW-raadslid van de stad van 1995 tot 2012. Bij de lokale verkiezingen van 2006 haalde hij 1885 voorkeurstemmen en kwam daarmee op de tweede plaats na de burgemeester. Hij werd tevens secretaris van de Vlaams Belang-afdeling in Turnhout. Bij de gemeenteraadsverkiezingen van 2018 werd Meeus als lijstduwer nog herkozen als gemeenteraadslid, maar hij besloot zijn mandaat niet op te nemen. In 2019 ontving hij van het stadsbestuur van Turnhout de titel van ere-gemeenteraadslid.
In mei 2014 stond hij op de 7de plaats van de Vlaams Belang-lijst voor de Europese Parlementsverkiezingen in België en in mei 2019 op de 5e plaats. Geen van beide keren werd hij verkozen.
Gerelateerde onderwerpen: Partijprogramma · 70-puntenplan · Cordon sanitaire · Racismeklacht